# 卿云歌
《卿云歌》，中國古歌，出自《尚书大传·虞夏传》，曾两度由中華民國北洋政府重新谱曲并定为国歌，也是中華民國臨時政府、中華民國維新政府的國歌。

## 創作
《史记·天官书》：“若烟非烟，若云非云，郁郁紛紛，萧索轮囷，是谓卿云。卿云，喜气也。”《卿云歌》始见於《尚书大传》：舜在位十有四年，奏鐘石笙管未罷，而天大雷雨，疾風發屋拔木，桴鼓播地，鐘磬亂行，舞人頓伏，樂正狂走。舜乃磬堵持衡而笑曰：「明哉，天下非一人之天下也，亦乃見于鐘石笙筦乎？」乃薦禹於天，使行天子事也。於時和氣普應，慶雲興焉，若煙非煙，若雲非雲，郁郁紛紛，蕭索輪囷，百工相和而歌《卿雲》。
诗歌本身句式规整，部分词汇有化用《诗经》的痕迹，又杂有《楚辞》的韵味，因此学界认为《卿云歌》可能是身处周秦乱世，目睹争夺劫杀而向往礼让治世者的代拟之作。梁启超《中国之美文及其历史》认为：“以文学史的眼光仔细观察，这诗的字法、句法、音节不独非三代前所有，也还不是春秋战国时所有，显然是汉人作品。”鲁迅《汉文学史纲要》认为：“辞仅达意，颇有古风，而汉魏始传，殆亦后人拟作。”

## 評價
清代陈祚明《采菽堂古诗选》：“褰裳去之，成功者退，宜矣！歌虽未必真，亦具有旨。”

## 作為國歌

### 第一次
民国元年（1912年）2月，中華民國臨時政府公報刊登國歌初稿，徵求外界意見以修改歌詞；初稿是沈恩孚作詞、沈彭年作曲，又名《五族共和歌》，歌詞如下：「亞東開化中華早，揖美追歐，舊邦新造。飄揚五色旗，民國榮光，錦繡河山普照。我同胞，鼓舞文明，世界和平永保。」但袁世凱當選中華民國臨時大總統以後，此歌未及定稿即無疾而終。
1912年7月，北洋政府教育部部長蔡元培成立「國歌研究會」。民国二年（1913年），教育部设立奖金，征求国歌，后来众议员汪荣宝将《尚书大传·虞夏传》中的《卿云歌》稍加修改后，加上舜傳說中的一句名言「时哉夫，天下非一人之天下也」，請當時僑居北京的法國籍比利時音樂家让·欧士东（Jean Hautstont）谱曲，提交教育部审议，吴敬恒等人赞同，但是章太炎反对，認爲以《卿雲》本講古人禪讓之事，和民國革命事不相類，是“比民國總統於舜，比獨夫於堯”。1913年4月28日，国会开会时，《卿云歌》暂为临时国歌。歌词如下：
| 卿云烂兮，卿云烂兮，卿云烂兮，糺缦缦兮。 日月光华，旦复旦兮。日月光华，旦复旦兮。 时哉夫，天下非一人之天下也。 |

1915年5月北洋政府政事堂礼制馆受命制作国歌《中华雄立宇宙间》。1915年5月23日，袁世凱總統令頒定《中華雄立宇宙間》為國歌。

### 第二次
中華民國十年（1921年）3月31日大總統第759號令頒佈，同年7月1日开始正式作为中华民国北洋政府国歌。萧友梅作曲。歌词如下：
| 卿雲爛兮，糺縵縵兮。 日月光華，旦復旦兮。 |

1926年，中國國民黨開始在廣東使用孫中山的演講詞《三民主義歌》作為國歌。1928年國民政府北伐統一全國后，正式廢除《卿雲歌》。
1935年，殷汝耕在通州成立冀東防共自治政府，恢復使用蕭友梅作曲的《卿雲歌》；後來日軍扶持之中華民國臨時政府及中華民國維新政府亦使用《卿雲歌》作為國歌，直到1940年，汪精卫政权在南京成立後，方恢復使用《三民主義歌》。